# Pseudonapomyza hobokensis
Pseudonapomyza hobokensis är en tvåvingeart som beskrevs av Scheirs 1996. Pseudonapomyza hobokensis ingår i släktet Pseudonapomyza och familjen minerarflugor.
Artens utbredningsområde är Belgien. Inga underarter finns listade i Catalogue of Life.